# Partido Democrata Cristão do Chile
O Partido Democrata Cristão do Chile (PDC), também chamado de Democracia Cristã, é um partido político chileno fundado em 28 de julho de 1957, através de diversos grupos sociais-cristãos. Participaram de sua criação a Falange Nacional e o Partido Conservador Social Cristão, grupos sectários do Partido Conservador, e que formavam a Federação Social Cristã. É integrante da Internacional Democrata Cristã. Atualmente, ele é o maior partido em termos de número de militantes com pouco mais de 113,000 membros.
O PDC adere ao humanismo cristão surgido nos ensinamentos da encíclica social Rerum Novarum, ditada pelo papa Leão XII em 1891, e as posteriores, que buscam entregar diretrizes nas vidas das pessoas para poder criar uma sociedade mais justa e que resolva os graves problemas sociais, provocados pela Revolução Industrial e as duras práticas do liberalismo.
Na história do século XX no Chile, o PDC teve uma posição de centro democrática. Suas principais medidas na história do Chile são a Reforma Agrária, a Nacionalização do Cobre, oposição ao governo de Unidade Popular, sua participação na recuperação democrática, a defesa dos direitos humanos, violentados durante o Governo Militar que regeu o país sob comando de Augusto Pinochet (1973-1990) e a modernização do país durante os últimos 15 anos, com sua participação nos governos da Concertación.
O partido, que após o regresso da Democracia ao Chile em 1990 coligou-se eleitoralmente com o Partido Socialista do Chile, o Partido pela Democracia, o Partido Radical Social Democrata e o Partido Comunista do Chile (Concertación), rompeu com a aliança de Centro-esquerda em 2017, frutos das diferenças dos democratas-cristãos sobre a Lei do trabalho nacional, o Casamento entre pessoas do mesmo sexo e o aborto, terminando assim com quase três décadas de aliança.

## Resultados eleitorais

### Eleições presidenciais

#### 1958-1973
| Data | Candidato apoiado     | CI. | Votos     | %            | Votos no Congresso |
| ---- | --------------------- | --- | --------- | ------------ | ------------------ |
| 1958 | Eduardo Frei Montalva | 3.º | 255 769   | 20,7 / 100,0 |                    |
| 1964 | Eduardo Frei Montalva | 1.º | 1 409 012 | 56,1 / 100,0 |                    |
| 1970 | Radomiro Tomic        | 3.º | 821 801   | 28,1 / 100,0 |                    |

#### 1989-actualidade
| Data    | Candidato apoiado       | 1.ª Volta | 1.ª Volta | 1.ª Volta    | 2.ª Volta | 2.ª Volta | 2.ª Volta    |
| Data    | Candidato apoiado       | CI.       | Votos     | %            | CI.       | Votos     | %            |
| ------- | ----------------------- | --------- | --------- | ------------ | --------- | --------- | ------------ |
| 1989    | Patricio Aylwin         | 1.º       | 3 850 571 | 55,2 / 100,0 |           |           |              |
| 1993    | Eduardo Frei Ruiz-Tagle | 1.º       | 4 044 898 | 58,0 / 100,0 |           |           |              |
| 1999/00 | Ricardo Lagos           | 1.º       | 3 383 334 | 48,0 / 100,0 | 1.º       | 3 683 158 | 51,3 / 100,0 |
| 2005/06 | Michelle Bachelet       | 1.º       | 3 190 691 | 46,0 / 100,0 | 1.º       | 3 723 019 | 53,5 / 100,0 |
| 2009/10 | Eduardo Frei Ruiz-Tagle | 2.º       | 2 065 061 | 29,6 / 100,0 | 2.º       | 3 367 790 | 48,4 / 100,0 |
| 2013    | Michelle Bachelet       | 1.º       | 3 075 839 | 46,7 / 100,0 | 1.º       | 3 470 379 | 62,2 / 100,0 |
| 2017    | Carolina Goic           | 5.º       | 387 784   | 5,9 / 100,0  |           |           |              |

### Resultados eleitorais

#### Câmara dos Deputados
| Data                  | CI. | Votos     | %            | +/-  | Senadores | +/- |
| --------------------- | --- | --------- | ------------ | ---- | --------- | --- |
| 1961                  | 3.º | 213 468   | 15,9 / 100,0 |      | 39 / 147  |     |
| 1965                  | 1.º | 995 187   | 43,6 / 100,0 | 27,7 | 82 / 147  | 43  |
| 1969                  | 1.º | 716 547   | 31,1 / 100,0 | 12,5 | 56 / 150  | 26  |
| 1973                  | 1.º | 1 055 120 | 29,1 / 100,0 | 2,0  | 50 / 150  | 6   |
| Banido de 1973 a 1988 |     |           |              |      |           |     |
| 1989                  | 1.º | 1 766 347 | 26,0 / 100,0 |      | 38 / 120  |     |
| 1993                  | 1.º | 1 827 373 | 27,1 / 100,0 | 1,1  | 37 / 120  | 1   |
| 1997                  | 1.º | 1 331 745 | 23,0 / 100,0 | 4,1  | 38 / 120  | 1   |
| 2001                  | 2.º | 1 162 210 | 18,9 / 100,0 | 4,1  | 23 / 120  | 15  |
| 2005                  | 2.º | 1 370 501 | 20,8 / 100,0 | 1,9  | 20 / 120  | 3   |
| 2009                  | 3.º | 940 265   | 14,2 / 100,0 | 6,4  | 19 / 120  | 1   |
| 2013                  | 2.º | 967 003   | 15,6 / 100,0 | 1,4  | 21 / 120  | 2   |
| 2017                  | 3.º | 616 550   | 10,3 / 100,0 | 5,3  | 14 / 155  | 7   |